# SketchUp
SketchUp是一套面向建筑师、城市规划专家、制片人、游戏开发者以及相关专业人员的3D建模程序。它用于Google Earth上的建模也十分方便。它比其他三维CAD程序更直观，灵活以及易于使用。
基于便于使用的理念，它拥有一个非常简单的界面。SketchUp世界中一个众所周知的特性便是3D Warehouse。用户可以利用他们的Google账户来上传创建的模型，并且浏览其他的组件和模型。
部分关键特性和用处包括：
- “Smart”：智能光标系统，允许用户使用2维的屏幕和鼠标来描绘3维的部件。
- “push-pull”：通过沿预定的路径挤压2维界面从而创建3维物件。
- “Follow Me”简单高效的学习能力。
- 可以模拟摄像机和太阳的运动
- 与Google Earth的协同功能

## 发行历史
SketchUp最初由位于科罗拉多州博尔德市的成立于1999年的@Last Software所设计 SketchUp最初於2000年8月發行。，作为通用目的的3维内容创建工具。2000年，在首次商业销售展上，它获得了社区选择奖。随后它发现了一个位于建筑以及楼房设计产业的市场，并且迅速的发布了针对这种专业性工作需要的修订版。它早期成功最关键的就是快速的学习掌握，相比于其他商业可获得的3维工具有较短的学习期。
SketchUp 5版本中，添加了可以让用户去挤压或者拉伸或是物件周围的指针具有“follow”特性。
2006年3月14日，Google被他们为Google Earth所开发插件所吸引，收购了@Last Software,。
2007年1月9日，SketchUp 6正式发行，拥有一系列的特性包括一个处于beta版本的Google SketchUp LayOut。LayOut包含了一系列2维矢量工具，以及一个页面布局工具，可以让用户轻松创建演示而无需跳转到第三方的演示程序。
2007年2月9日，发布了一个维护更新，修正了一系列的程序漏洞，但不包含任何新特性。
2008年5月29日，SketchUp 6.4正式发行。
2008年11月17日，SketchUp 7正式发行，包含了一些更加易于使用的改进，添加了3D Warehouse搜索，浏览器组件，增加了矢量渲染、提高了文字处理等功能的LayOut 2，对于动态缩放反应的提升和增强的Ruby API性能。
2012年6月1日，美国的天宝导航以一个未披露的价格从Google那买下该软件的所有权。
2013年5月21日，天宝导航发布了SketchUp Pro 2013。 增加了扩展仓库，更好的视频导出能力，更智能的状态栏以及一个全新的网站

## 工具

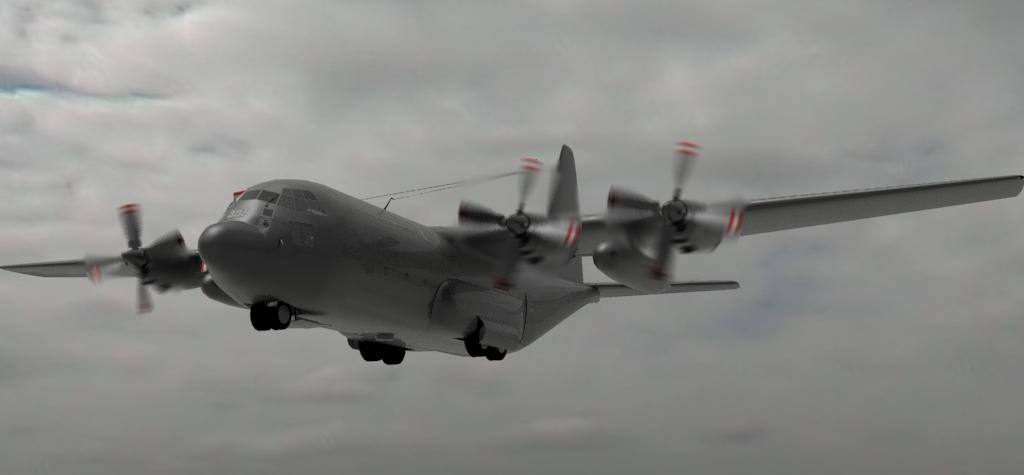
SketchUp中有多种不同的2维和3维输出接口，例如渲染。这个模型由SketchUp创建并在Kerkythea中渲染。

### 部分绘图工具
- 直线 - 用于画出一条笔直的线条。
- 弧线 - 通过两点和一次拖曳，或者第三次点击创建一条弧线。
- 徒手画 - 允许用户自由绘画以创建徒手画的图像。
- 圆形 - 可以通过点击确定圆心和定义直径来画出圆形。
- 多边形 - 常规多边形可以与圆形相同的方式创建：点击和拖曳。
- 矩形 - 定义一个矩形可以通过调整和输入长和宽的数值来实现。
- 路徑跟隨（Follow me） - 可以沿模板路径创建（或从中除去模板大小的空间）
- 3D Text - 允许用户以自定义的字体库，字体大小以及格式来创建3维文字。

### 编辑工具
- Push/pull - 抓取二维表面然后通过推或者拉伸使之成为三维，Google在教程中强调这是Google SketchUp最主要的亮点。
- 旋转 - 利用量角器旋转特定的几何组件。
- 移动 - 可以沿三个不同的方向或者是复合的方向选择以及移动（复制）物件。

其余有用的工具可以在SketchUp的wiki中找到。

## 专利
SketchUp中关于Push/Pull技术持有 专利美國專利第6,628,279号
技术细节：

"System and method for three-dimensional modeling: A three-dimensional design and modeling environment allows users to draw the outlines, or perimeters, of objects in a two-dimensional manner, similar to pencil and paper, already familiar to them. The two-dimensional, planar faces created by a user can then be pushed and pulled by editing tools within the environment to easily and intuitively model three-dimensional volumes and geometries."

此项专利于2000年11月申请，2003年9月颁发（美國專利第6,628,279号）。

## Google SketchUp

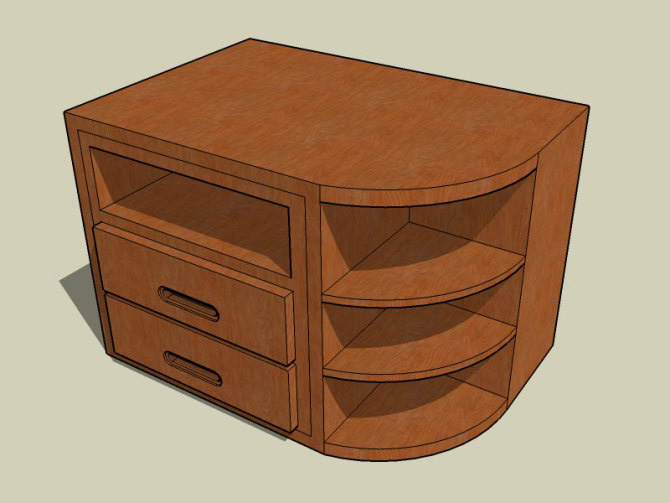
Google SketchUp创建的3维模型

2006年4月27日，Google发布Google SketchUp，一个可以允许自由下载的SketchUp版本。虽然免费版本并不如般SketchUp Pro強大，但它可上传模型至Google Earth和Google 3D Warehouse（SketchUp创建的模型的仓库）。
免费版可以输出许多3D格式，包含Google Earth格式.kmz，专业版本额外还支援含有.3ds、.dae、.dwg、.dxf、.fbx、.obj、.xsi和.wrl等文件格式，并且包含布局工具LayOut。Google SketchUp能够将模型“截图”保存为.bmp、.png、.jpg、.tif等文件格式，专业版本更可支援.pdf、.eps、.epx、.dwg和.dxf等格式。

## 外掛接口 (API)
在SketchUp 4中首次加入此功能，開放用戶使用Ruby語言編寫、開發外掛，使SketchUp的功能不侷限於原先功能，促進了需多工具的開發，例如：由Fredo6開發的貝茲曲線工具